# Saldula palustris
Saldula palustris är en insektsart som först beskrevs av Douglas 1874.  Saldula palustris ingår i släktet Saldula och familjen strandskinnbaggar. Arten är reproducerande i Sverige. Inga underarter finns listade i Catalogue of Life.

## Bildgalleri

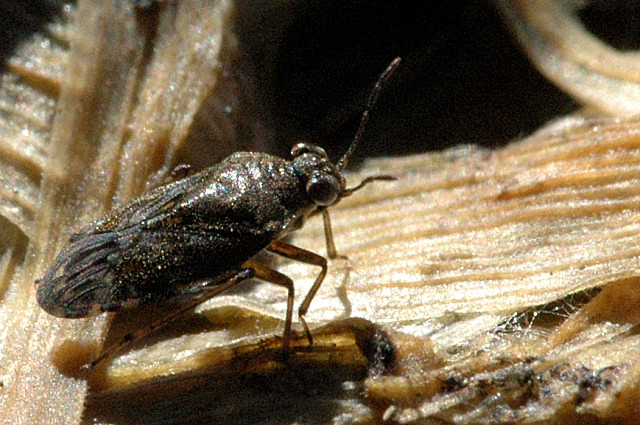